# Камигин
Камиги́н (таг. Kamiguin) — островная провинция Филиппин в море Бохоль, расположенная примерно в километре от побережья Восточного Мисамиса (остров Минданао). Провинция является второй самой маленькой островной провинцией Филлиппин, превосходя по размерам только Батанесу. Административный центр — город Мамбахао. Камигин входит в состав региона Северный Минданао.

## Физико-географическая характеристика

Остров Камигин

Площадь — 229,8 км²
Координаты: 9°10' c. ш. и 124°43' в.д.

#### Вулканы
Остров Камигин имеет вулканическое происхождение и состоит из четырёх молодых стратовулканов, лежащих выше более древних вулканических структур. Последнее извержение произошло в 1953 году, вулкан Хибок-Хибок до сих пор считается активным. Другие крупные вулканические образования — Маунт-Вулкан, 671 метров (2201 футов), к северо-западу от Хибок-Хибока; Мамбахао, 1552 метров (5092 футов) в центральной части острова; Гинсилибан, 581 метров (1906 футов), в южной части острова, и Убай, к северу от горы Гинсилибан. Другие купола и конусы — Кампана Хилл, Минокол Хилл, Трес Марияс Хилл, г. Карлинг, г. Тибане и Пийяконг Хилл.
16 февраля 1871 года на острове началось землетрясение, которое усиливалось до 30 апреля, когда вулканическая трещина открылась в 400 метрах к юго-западу от деревни Катарман, к северо-западу от вулкана Хибок-Хибок. Вулкан родился и продолжает извергаться. Лава изливается в море, в то же время конус набирает высоту и ширину. В 1875 году экспедиция Челленджер посетила этот район и описала горы, купола, 1950 футов в высоту, без каких-либо кратеров, но все-таки обнаружила признаки вулканической деятельности.
Город Катарман был разрушен, а часть города ушла под воду. Центр города находится и сегодня там же, большая же часть жилых строений перенесена. Все, что осталось от старого Катармана, это часть застройки, где находятся развалины древней испанской церкви, монастырь и колокольня.
С 1948 по 1951 год Хибок-Хибок постоянно дымил и издавал урчание. Первое незначительное извержение в 1948 году вызвало небольшое повреждение и гибель людей, но в 1949 год большое извержение вызвало 79 смертей в результате пирокластических потоков. Крупнейшее извержение произошло утром от 4 декабря 1951 года. Лавовые потоки, ядовитые газы, и пирокластические потоки уничтожили около 19 км² земли, особенно в Мамбахао. В целом, более 1000 человек были убиты. До извержения вулкана, в 1951 году, население Камигина достигало 69 000 чел. После извержения, население сократилось примерно до 34 000 чел. в связи с массовой эмиграцией.

#### Тайфуны
Остров подвержен деятельности циклонов (тайфунов).
Катастрофический тайфун ударил по провинции на рассвете 7 ноября 2001 года. Тропический шторм под названием «Nanang» принес с собой проливной дождь (по-местному «buhawi»), в результате которого в горах произошло несколько массивных оползней, погибли около 200 человек, большинство из них пропали без вести.

#### Флора и фауна
По меньшей мере четыре видов позвоночных считаются эндемичными для Камигина:
- Bullimus gamay, из отряда грызунов
- Apomys camiguinensis, мышь
- Loriculus camiguinensis, попугай
- Oreophryne nana, лягушки.

#### Водопады
Водопад Катибавасан. Расположен в 5 км. (3,1 мили) к югу от Мамбахао, 250 футов (76 м.) высотой. В окрестностях его растут папоротники и орхидеи. Является любимым местом туристов и отправной точкой для путешествия к г. Хибок-Хибок.
Водопад Туасан расположен в 6 км. (3,7 миль) северо-востоку от Катрмана. Окружающие ландшафты не тронуты, живописны, путь проходит мимо скалистых берегов реки. Это идеальное место для отдыха и пикника.
На острове также имеются и горячие источники, спутники вулканической деятельности, наиболее известны из которых Ардент Хот-Спрингс и Тангуб Хот-Спрингс.

## История
Название «Camiguin» происходит от «kamagong» — так на местном называется один из видов чёрного дерева, которое произрастает в округе озера Майнит в провинции Суригао дель-Норте. Сперва термином пользовались люди манобо из Суригао, впоследствии — испанцы, переделав слово в «камикинг».
Старые испанские документы свидетельствуют о том, что известные исследователи, Фернан Магеллан и Мигель Лопес де Легаспи были в Камигине в 1521 и 1565 годах соответственно. Первое испанское поселение Гинсилибан (Guinsiliban) было основано в 1598 году. Название «Гинсилибан» происходит от старого слова Kinamiguin «Ginsil-ipan», что означает: «высматривать пиратов из сторожевой башни». Старая испанская сторожевая башня, с которой следили за пиратами Моро, все ещё стоит в том месте. Первое крупное испанское поселение создано в 1679 году и было названо Katagman или Katadman, известный ныне как Катарман (Catarman). Поселение росло и процветало, но было разрушено извержением вулкана в 1871 году.
Сагаю, расположенному к югу от Катармана, был официально присвоен статус города в 1848 году. Слово «Sagay» происходит от названия ядовитых фруктовых деревьев, которые растут в этом районе. Мамбахао получил статус города в 1855 году. Название было произведено от «mamahaw» (по-висайски — «время завтрака» и «bajao», — «остатки варёного риса». В начале 1900-х годов Мамбахао процветал, стал самым оживленным портом в Северном Минданао. Муниципалитет Махиног основан в 1860 году. Название происходит от Mahinog, по-висайски «созреть» или «стать спелым». Гинсилибан объявлен самостоятельным муниципалитетом только в 1950 г.
В 1903 году первая публичная школа на Камигине была построена в Мамбахао в 1904 году.
В 1901 году, в середине Филиппино-американской войны (1898—1904), американские солдаты высадились в Камигине и попытались установить политический контроль над островом. Группа камигинцев, вооруженные ножами боло и копьями, во главе с Валеро Камаро боролись за независимость острова. Во время короткого боя Валеро Камаро был убит пулей в лоб. Он стал одним из невоспетых патриотов раннего движения за независимость.
18 июня 1942 года войска японской императорской армии высадились в Камигине и создали правительство в Мамбахао. Против них начинается партизанская борьба, в результате японцы вынуждены потратить усилия на борьбу с партизанами. В отместку они разрушили часть застройки Мамбмхао. Но останки некоторых из этих зданий все ещё существуют сегодня.
В 1945 году войска 6-й пехотной дивизии филиппинского Содружества высадились в Камигине и освободили острова от японских войск в битве при Камигине.
4 июля 1946 года страна получила независимость от США и стала Республикой Филиппины. Остров Камигин входил в Восточный Мисамис до 1958 года, как суб-провинция. Преобразован в отдельную провинцию 18 июня 1966 года, но не был официально признан ещё до 1968 года.

## Население
Численность населения (2010) — 83 807 чел.
Плотность населения — 364,70 чел./км²

## Административное деление
Камигин подразделяется на 5 муниципальных образований:
- Катарман (Catarman)
- Гинсилибан (Guinsiliban)
- Махиног (Mahinog)
- Мамбахао (Mambajao)
- Сагай (Sagay)

## Экономика
Экономика основана на рыболовстве и сельском хозяйстве. Развито производство копры, культивируются абака, рис, манго и другие фруктовые деревья.
В сентябре 2007 года Министерство охраны окружающей среды и природных ресурсов (МОПР) подписали меморандум о соглашении с провинциальным правительством Камигина о 5-летнем комплексном управлении ресурсами прибрежной системы, в 40 прибрежных барангаях (селах) и 5 муниципальных образованиях. Финансирование получено из Новой Зеландии, предполагается, что от реализации проекта выиграют местные рыбаки и 10 378 домашних хозяйств.

## Транспорт
Связь Камигина с другими провинциями осуществляется по воздуху и морем, но работа авиации сезонна. Ближайший аэропорт — в городе Себу. Большинство летает в Кагаян-де-Оро. В Балингоане и Каамигине с утра до 5 вечера ежедневно циркулируют паромы.
Паром на Camiguin

## Люди и культура
Народ провинции именуется камигинцами, а язык местный называют кинамигин. Коренными жителями Камигина были племена манобо, которые мигрировали из Суригао. Но в настоящее время в целом преобладают выходцы с Висайских островов, и более других распространен язык себуано. Почти все владеют английским.
Население острова обеспечено учебными заведениями. Здесь есть три колледжа, 68 дошкольных учреждений, 56 начальных школ (частных и государственных), 13 средних. Полное среднее и начальное образование доступно.
Колледжи:
Камигинский колледж Фатима (FCC), Камигинский Политехнический Государственный Колледж (CPSC) и Камигинская Школа искусств и ремесел (CSAT). Управление по техническому образованию и развитию навыков (TESDA) также предоставляет профессиональные курсы.

## Достопримечательности
В годы испанского владычества оставлено было несколько церквей, например, Санто-Росарио в муниципалитете Сагай; в Катрмане после извержения вулкана сохранилась старая церковь с колокольней; церковь в Байлао, также уцелевшая во время извержения, и другие.
На улицах Камигина находятся многие родовые особняки испанских дворян. Привлекательна и архитектура американского периода.
Среди природных достопримечательностей — Белый остров, до него добираются от Агохо, в 5 км к западу от Мамбахао. До острова Мантике можно добраться из Махинога, 14 км к югу от Мамбахао.
Ежегодно в октябре на острове проводится фестиваль, посвящённый местному дереву лансонес, дающему плоды и играющему в быту островитян важную роль. Празднование длится неделю.